# ГрАссМейстер
ГрАссМейстер — российская рок-группа, созданная в 1995 году. Одни из немногих исполнителей кантри-рока на русском языке: стиль группы сочетает элементы кантри, блюграсса, авторской песни и бард-рока.

## История
Идея создания группы «ГрАссМейстер» принадлежит Андрею Шепелёву, хорошо известому в среде музыкантов, играющих акустическую музыку и рок. Датой рождения группы считается 25 февраля 1995 года, когда в передаче «Живьём у Макса» телекомпании «Свежий Ветер» Дмитрия Диброва состоялось первое выступление группы «ГрАссМейстер».
Исправив в слове «гроссмейстер» («большой мастер») букву «о» на «а», группа определила в своём названии жанровую принадлежность: слово «грасс» (grass) указывает на причастность к музыке блюграсс, хотя участники и не ставили себе целью воспроизводить каноническую форму этого стиля. Но даже пройдя через увлечение этой музыкой, музыканты решили не менять название группы.
25 февраля 2005 года группе «ГрАссМейстер» исполнилось 10 лет. За эти годы «ГрАссМейстер» посетил с гастролями Екатеринбург и Нижний Тагил, Рязань и Казань, Тольятти и Самару, Чебоксары и Ставрополь, Питер и Днепропетровск, Липецк и Йошкар-Олу, Ульяновск и Ижевск, Сызрань и Сахалин, даже Пекин, а также принимал участие в различных фестивалях в Пущине, Калуге, Норильске, Карачаево-Черкесии, Волжске, в Литве, в Берлине, на Кипре…
Группа участвовала в студийных проектах с Андреем Барановым, Андреем Козловским, Тимуром Шаовым, Галиной Хомчик; выступала в совместных концертах с Ириной Суриной, Олегом Митяевым, Екатериной Болдыревой, Николаем Арутюновым, Умкой, Митьками, русским фольклорным ансамблем «Лад» и многими другими музыкантами.

### Стиль
По мнению музыкального критика Артемия Троицкого, группа играет в стиле «New Country Music»; сами музыканты называют свой стиль «деревянным роком». Точное определения стилю группы дать сложно, поскольку их музыка очень разнообразна.
Набор инструментов «грассового» состава настолько универсален, что позволяет с лёгкостью преодолевать не только стилевые границы, но и национальные. «ГрАссМейстер» — русскоязычная группа, создающая и играющая свою музыку в первую очередь для русскоговорящих людей. Жанровое лицо квартета определяется музыкальными пристрастиями каждого, которые весьма широки: рок-н-ролл и в целом рок-музыка, кантри, блюз, рэгги, авторская песня, отечественный и западный фолк, джаз, фьюжн.

## Состав
Действующий состав:
- Андрей Шепелёв — гитара, добро, вокал, бессменный лидер коллектива (1995 — н.в.)
- Алексей Плещунов — бас-гитара, вокал (2004 — н.в).
- Тимур Ведерников — гитара, добро, губная гармоника, вокал (1995 — 2007, 2012 — н.в).
- Евгений Билый — ударные, перкуссия, вокал (2000 — н.в).
- Ирина Савина — гитара, добро (2023 — н.в.)
- Михаил Махович — мандолина, акустическая гитара, бэк-вокал (1995 — 2000, 2023 — н.в.).
- Олег Ивахненко — бас-гитара, вокал (1995 — 2000, 2023 — н.в.).

В прошлые составы группы также входили:
- Александр Платонов — бас-гитара (2000 — 2004)
- Александр Черевков — гитара, вокал (2007 — 2011)

## Дискография
- 1996 — Трава по пояс («General Records»)
- 1997 — От Бодлера до борделя (с Тимуром Шаовым) (ТОО «Московские окна»)
- 1998 — Живая коллекция («Союз»)
- 1998 — Капитан Морган: МАМАКАБО (с Андреем Барановым) (Milio Records; переиздано в 2000 г. и 2010 г. МИЦ «Музпром-МО»)
- 2000 — Время цветов («Мистерия звука»)
- 2001 — Знакомая романтика (с Галиной Хомчик) («Мистерия звука»)
- 2001 — Живая коллекция (видео) («Moroz records»)
- 2002 — Деревянный рокенрол (МИЦ «Музпром-МО»)
- 2003 — Поехали, Дункель! (с Андреем Козловским) (МИЦ «Музпром-МО»)
- 2004 — Лучшие партии (МИЦ «Музпром-МО»)
- 2006 — Инструментальный альбом (МИЦ «Музпром-МО»)
- 2008 — Повод, чтоб все началось (МИЦ «Музпром-МО»)

### Концертные программы
- Негры не репетируют (2002);
- Деревянный Рок-н-ролл (2003);
- Ох вы, кантри, мои кантри! (2003);
- Поехали, Дункель (2004);
- Нарисованный концерт (2005).

### Телепередачи
- «Живьём у Макса»;
- «Антропология» Дмитрия Диброва (НТВ);
- «Ночной Виджей» Кирилла Кальяна (Дарьял ТВ);
- «Живая коллекция» (РТР);
- «Живые концерты Муз-ТВ»;
- «Песни для взрослых» Дмитрия Широкова
- Андрей Макаревич пригласил «ГрАссМейстер» для записи пилотной программы «Ритм энд блюз кафе».

### Импровизация
Независимо от того, где происходит концерт, на нём царит атмосфера радости и непредсказуемости. В творчестве «ГрАссМейстера» импровизация занимает огромное место, поэтому концерты группы легко включают в себя друзей-музыкантов, случайно зашедших сегодня на огонек. Так было с Ириной Богушевской на концерте в ЦДХ, в разное время с ними таким образом попели и поиграли: Андрей Макаревич, Александр Кутиков, Леван Ломидзе, Андрей Козловский, Ирина Сурина, Гера Моралес, Умка, Игорь Кулик, Алексей Кортнев (миманс), Вика Морозова, Лада Марис, Дмитрий Дибров и многие другие.